# Färs herred
Färs herred (før 1658 dansk: Fers herred) var et herred beliggende i Skåne. Tingstedet var fra 1720'erne i Søbo, før det nævnes Brandsted.  